# Aalregatta
Die Aalregatta ist eine der ältesten Segelregatten Deutschlands. Gesegelt wird in mehreren Klassen (2006: 16) auf der Kieler Förde und größtenteils in der Eckernförder Bucht. Ihren Namen bekam die Aalregatta, weil traditionell am ersten Wettfahrttag den von Kiel gestarteten Crews bei der Ankunft in Eckernförde ein geräucherter Aal überreicht wird; mittlerweile hat sich zum Aal noch eine Buddel „Aalklar“ gesellt.

## Geschichte

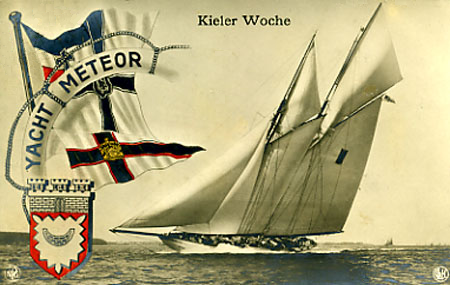
Yacht Meteor

Die erste Segelwettfahrt Kiel–Eckernförde–Kiel fand, begleitet von der Yacht Meteor von Kaiser Wilhelm II., 1893 statt. 1906 wurde die Aalregatta als Eröffnungsregatta in die Segelwettbewerbe der „Kieler Woche“ integriert.
Mit Ausnahme einiger Kriegs- und Nachkriegsjahre (1915–1919, 1940–1953) war die Regatta bis 2005 als Eröffnungsregatta Teil der „Kieler Woche“. 2006 wurde sie aus dem Programm der Kieler Woche gestrichen und – wie schon vor 1906 – als eigenständige Segelveranstaltung weitergeführt.
Die Durchführung der Aalregatta wechselte dabei vom Kieler Yacht-Club zum Segelclub Eckernförde. Die Aalregatta blieb auch als eigenständige Segelveranstaltung erhalten, als 2010 die Eröffnungsregatta der „Kieler Woche“ unter dem Namen „Welcome Race“ wieder nach Eckernförde zurückkehrte.
Bis 2005 bestand die Aalregatta aus den beiden Teilregatten Kiel–Eckernförde am ersten Wettkampftag und der am zweiten Tag durchgeführten Rücktour Eckernförde–Kiel. 2006 wurde die Rücktour durch zwei Kurzstreckenwettfahrten auf der Eckernförder Bucht ersetzt.
Seit 2017 bildet die Aalregatta wieder die Auftaktveranstaltung der „Kieler Woche“.